# 1909 dans le catholicisme
Chronologie du catholicisme
- 1905
- 1906
- 1907
- 1908
- 1909
- 1910
- 1911
- 1912
- 1913

Cet article présente les faits marquants de l'année 1909 dans le catholicisme.

## Évènements
- 21 avril : Communium Rerum, encyclique de Pie X sur saint Anselme.
- 4 au 8 août : Congrès eucharistique international à Cologne.
- En 1909 : Fondation de La Sapinière

## Naissances
- 1er janvier : Pietro Leoni, prêtre jésuite et missionnaire italien en URSS puis au Canada, victime du Goulag († 26 juillet 1995)
- 9 janvier : Patrick Peyton, prêtre américain, fondateur de la Croisade de la famille du rosaire, vénérable († 3 juin 1992)
- 18 janvier : Roger Buliard, prêtre français et missionnaire dans le Grand Nord canadien († 5 juin 1978)
- 3 février : Gustave Thils, prêtre et théologien belge († 12 avril 2000)
- 7 février : Hélder Câmara, prélat brésilien, archevêque d'Olinda et Recife, serviteur de Dieu († 27 août 1999)
- 13 février : Mario Casariego y Acevedo, cardinal et missionnaire espagnol, archevêque de Guatemala († 15 juin 1983)
- 5 mars : Bienheureuse Thérèse de l'Enfant Jésus et de Saint Jean-de-la-Croix, religieuse et martyre espagnole († 24 juillet 1936)
- 7 mars : Maodez Glanndour, prêtre français, écrivain de langue bretonne († 25 novembre 1986)
- 15 mars : Jean Augier, prêtre sulpicien et botaniste français († 8 avril 1997)
- 6 avril : Alexander Carter, prélat canadien, évêque de Sault-Sainte-Marie († 17 février 2002)
- 9 avril : Domenico Enrici, prélat italien, diplomate du Saint-Siège et archevêque titulaire d'Ancusa (de) († 3 décembre 1997)
- 10 avril : Luigi Bosio, prêtre et vénérable italien († 27 janvier 1994)
- 20 avril : François Falc'hun, prêtre français, linguiste spécialiste de la langue bretonne († 13 janvier 1991)
- 29 avril : Jean Mouisset, prélat français, évêque de Nice († 4 juin 1993)
- 3 mai : Antoine Chavasse, prêtre et liturgiste français († 20 décembre 2005)
- 6 mai : Lino Zanini, prélat italien, diplomate du Saint-Siège et archevêque titulaire d'Andrinople-en-Hémimont (de) († 25 octobre 1997)
- 26 mai : Bienheureuse Lucia Ripamonti, religieuse italienne († 4 juillet 1954)
- 11 juillet : Jacques Clemens, prêtre néerlandais en Belgique, doyen des prêtres catholiques († 7 mars 2018)
- 18 juillet : John Joseph Wright, cardinal américain de la Curie, précédemment évêque auxiliaire de Boston et évêque titulaire d'Égée (de), évêque de Worcester puis de Pittsburgh († 10 août 1979)
- 29 juillet : André Levesque, prêtre, philosophe et sociologue français, cofondateur de la Mission de France († 24 avril 2008)
- 15 août : Ursmar Engelmann, moine bénédictin allemand, archi-abbé de Beuron († 18 juillet 1986)
- 16 août : Roger Riou, prêtre et missionnaire français à Haïti puis à Madagascar († 28 février 1994)
- 20 août : Yves-Dominique Mesnard, prêtre dominicain et aumônier français de la marine († 3 mars 1987)
- 23 août : Bernard Alix, prélat français, évêque du Mans († 4 mai 1988)
- 4 septembre : Johannes Willebrands, cardinal néerlandais de la Curie, archevêque d'Utrecht († 2 août 2006)
- 24 septembre : Henri Hoffmann, prélat franciscain et missionnaire français, premier évêque de Djibouti († 23 mars 1979)
- 26 septembre : Geraldo de Proença Sigaud, prélat brésilien, archevêque de Diamantina († 5 septembre 1999)
- 29 septembre : André Feuillet, prêtre, théologien et exégète français († 26 novembre 1998)
- 30 septembre : Patrick W. Skehan, prêtre américain spécialiste des langues et littératures sémitiques († 9 septembre 1980)
- 6 octobre : Mario Luigi Ciappi, cardinal et théologien italien, précédemment évêque titulaire de Misène (de) († 22 avril 1996)
- 15 octobre : Antoine Dumas, prêtre et résistant français, Juste parmi les nations († 7 juin 1969)
- 29 octobre : Joseph Vandor, prêtre salésien, missionnaire à Cuba et vénérable hongrois († 8 octobre 1979)
- 30 octobre : Émile-Joseph De Smedt, prélat belge, évêque de Bruges († 1er octobre 1995)
- 1er novembre : Sante Portalupi, prélat italien, diplomate du Saint-Siège et archevêque titulaire de Christopolis (de) († 31 mars)
- 15 novembre : Timothy Manning, cardinal américain, archevêque de Los Angeles († 23 juin 1989)
- 23 novembre : Jean Jadot, prélat belge, diplomate du Saint-Siège et archevêque titulaire de Zuri (de) († 21 janvier 2009)
- 4 décembre : Aloysius Schmitt, prêtre et aumônier militaire américain, mort à Pearl Harbor († 7 décembre 1941)
- 20 décembre : Bienheureux Joseph Boissel, prêtre, missionnaire au Laos et martyr († 5 juillet 1969)
- 21 décembre : Antonio José Plaza, prélat argentin, archevêque de La Plata, soutien de la dictature († 11 août 1987)

## Décès
- 25 janvier : Bienheureux Manuel Domingo y Sol, prêtre espagnol, fondateur des Prêtres ouvriers diocésains du Sacré-Cœur de Jésus (° 1er avril 1836)
- 3 février : Serafino Cretoni, cardinal italien de la Curie, précédemment archevêque titulaire de Damas (de) (° 4 septembre 1833)
- 10 février : Pierre Chanoux, prêtre, botaniste et alpiniste italien (° 3 avril 1828)
- 17 février : Émile Peltier, prêtre français, pionnier de l'espéranto (° 17 septembre 1870)
- 26 février : Bienheureux Ciriaco María Sancha y Hervás, cardinal espagnol, archevêque de Tolède (° 18 juin 1833)
- 20 mars : Eugène Portalié, prêtre jésuite, théologien et enseignant français (° 3 janvier 1852)
- 4 mai : Franz Joseph von Stein, prélat allemand, archevêque de Munich (° 4 avril 1832)
- 24 mai : Franz Pfanner, prêtre trappiste, fondateur et missionnaire autrichien (° 21 septembre 1825)
- 5 juin : Joseph-Thomas Duhamel, prélat canadien, premier archevêque d'Ottawa (° 6 novembre 1841)
- 16 juin : Augustin Lehmann, prêtre français converti du judaïsme (° 18 février 1836)
- 15 août : Bienheureux Isidore Bakanja, congolais converti, catéchiste laïc et martyr (° vers 1885)
- 28 août : Fulbert Petit, prélat français, archevêque de Besançon (° 27 juillet 1832)
- 16 octobre : Jakub Bart-Ćišinski, prêtre allemand, poète de langue sorabe (° 20 août 1856)
- 18 octobre : Pierre-Paul Servonnet, prélat français, archevêque de Bourges (° 14 décembre 1830)
- 19 novembre : Prosper-Bernard Delpech, prêtre français, supérieur général des Missions étrangères de Paris (° 9 avril 1827)
- 10 décembre : Bienheureux Arsène de Trigolo, prêtre italien, fondateur des Sœurs de Marie Consolatrice (° 13 juin 1849)
- 20 décembre : Joaquim Rossello, prêtre espagnol, fondateur des Missionnaires des Sacrés Cœurs de Jésus et de Marie de Majorque, vénérable (° 28 juin 1833)
- 23 décembre : Édouard-Séverin Fafard, prêtre canadien (° 16 mars 1829)